# Jozef Gregor Tajovský
Jozef Gregor Tajovský (właściwie Jozef Alojz Gregor) (ur. 18 października 1874 w Tajowie, zm. 20 maja 1940 w Bratysławie) – słowacki prozaik, dramaturg, pisarz, redaktor, nauczyciel, urzędnik, polityk.
Jako prozaik był znaczącą postacią drugiej fali słowackiego realizmu literackiego i jako dramaturg pionierem słowackiego dramatu realistycznego. Jego sztuki są współcześnie częścią rodzimego repertuaru profesjonalnych słowackich teatrów, wliczając Słowacki Teatr Narodowy.

## Odznaczenia
- Order Tomáša Garrigue Masaryka I Klasy – CSRF, 1992, pośmiertnie[4][5]